# Verzeille
Verzeille es una localidad de 358 habitantes (dato de 1999) y comuna francesa, situada en el departamento del Aude en la región de Languedoc-Roussillon.
A sus habitantes se les conoce por el gentilicio Verzeillais.

## Geografía
Comuna situada en la región de las Corbières cruzada por el río Lauquet y el Meridiano Verde